# Métallure phébé
Metallura phoebe
Espèce
Statut de conservation UICN

 LC  : Préoccupation mineure
Statut CITES
La Métallure phébé (Metallura phoebe) est une espèce de colibris de la sous-famille des Lesbiinae et de la tribu des Lesbiini.

## Distribution
La Métallure phébé est endémique au Pérou.  Des études sont toutefois nécessaires pour vérifier si cette espèce ne serait pas aussi présente dans le nord du Chili ou en Bolivie.

Carte de répartition de l'espèce